# Deportivo Unicosta
Maillots
Dernière mise à jour : 13 mai 2013.
Le Deportivo Unicosta, est un club colombien de football disparu, basé à Barranquilla.

## Histoire
Le club passe deux saisons en première division colombienne. Il est sacré champion de deuxième division colombienne en 1997.

## Palmarès
- Championnat de Colombie de deuxième division
  - Champion : 1997

## Anciens joueurs
- Sergio Angulo
- José María Pazo
- Wilson Pérez
- Iván Valenciano